# Сестиери на Венеция
Сестиерите на Венеция (на италиански: sestiere – сестиѐре, т.е. [една] шеста/шестина) са 6 административно-териториални единици в историческата централна част на Венеция.
Градското разделение на сестиери води началото си от ХІІ век . Номерацията на домовете е уникална за всяка отделна сестиера и достига до четирицифрени номера (в Кастело например – до 7000). Тази особеност на системата за домова номерация, наред с естествената сложност на венецианската пътна мрежа, понякога води до случаи, когато домове, намиращи се близо един до друг, имат съвсем различни номера.

## Сестиери във Венеция (център и др.)
Централният Голям канал (Канал Гранде), извиващ се S-образно, разделя сестиерите в центъра на Венеция по 3 от всяка страна. Техните имена са:
- Дорсодуро, вероятно наречена на някогашни пясъчни дюни (dorso – било, хребет, duro – твърд);
- Канареджо (Cannaregio), наречена така заради блатистия регион с тръстика (canneta);
- Кастело, взела името от малка крепост, около която се е развивала;
- Сан Марко, по името на едноименната базилика;
- Сан Поло, наречен на църквата „Сан Поло“, в центъра, включваща квартал Риалто;
- Санта Кроче, на бившата (до XIX в.) църква „Санта Кроче“, вкл. о-в Тронкето, пл. „Рома“ и морската гара.

Тези подразделения не са единствените в града. Островчетата западно от продълговатия южен о-в Джудека спадат към „Дорсодуро“, о. Сан Джорджо Маджоре (източно от Джудека) – към „Сан Марко“, а о. Сан Микеле (на който са местните гробища) – към „Кастело“.
Подобно се подразделят на сестиери 2 големи острова във Венецианската лагуна – Бурано (на 7 км източно от центъра) и Пелестрина (южно от центъра), които имат съответно 5 и 4 сестиери.

## Сестиери на Венецианската република
Отдавна подобно разделение е обмислено в състава на някои магистратури, като например тази на 6-те съветници на дожите – на всеки от тях се е падала сестиера. Задачата им да ги наглеждат след време е възложена на чиновници, наричани каписестиери (capisestieri – глави на сестиери) с цел да докладват на правителството самоличността и поведението на живеещите в дадения квартал.
Разделението на сестиери е разширено и в териториите под контрол на Венецианската република. Например територията на остров Крит под венецианска власт е разделена подобно на 6 сестиери с имена, свързани с венецианските сестиери.

## Сестиерни знаци по гондолите
Сестиерите на Венеция са означени на гондолите чрез 6 предни зъбеца на така нареченото „феро да гондола“ (ferro da gondola – желязо на гондолата) или „феро ди пруа“ (ferro di prua – желязо на носа), или също долфин (dolfin – делфин), наред със заден зъбец, олицетворяващ продълговатия страничен остров Джудека, и S-образен зъбец, минаващ по средата и пресъздаващ формата на Канал Гранде. Издадената горна част на носа представлява басейна пред площада „Сан Марко“ и шапката, носена от дожите.